# Jason Kidd
Jason Frederick Kidd (San Francisco, California, 23 de marzo de 1973) es un entrenador  y exjugador de baloncesto estadounidense que en la actualidad entrena al equipo de la NBA  Dallas Mavericks. Como jugador disputó 19 temporadas en la NBA. Con 1,93 metros de altura jugaba en la posición de base. En 2011 ganó el campeonato de la NBA con Dallas Mavericks, es el tercer máximo asistente de la historia de la NBA y en 2018 fue incluido en el Basketball Hall of Fame.

## Trayectoria deportiva

### Universidad
Tras dejar el instituto Kidd se matriculó en la Universidad de California, Berkeley para jugar en los Golden Bears de dicho centro, cercana a su hogar y enrolada en la división Pacific Ten Conference de la NCAA. Durante su estancia en la universidad fue elegido para el First Team All-American durante su segundo año, además consiguió con su contribución que los Golden Bears apareciesen por dos veces en el torneo final de la NCAA. A lo largo de sus dos años en el baloncesto universitario, Kidd comenzó a dar muestras de su enorme calidad, promediando 14.9 puntos, 8.4 asistencias, 5.9 rebotes y 2.5 robos.

### Profesional
En 1994 se declara elegible para el draft de la NBA y es escogido por los Dallas Mavericks en la segunda posición. Durante su primera temporada promedia más de 11 puntos 5 rebotes y 7 asistencias por partido, promedios que le hacen merecedor de compartir con Grant Hill (en los Detroit Pistons entonces) el premio de Rookie del año. Su etapa en Dallas le hizo crecer como jugador, y en 1996 fue traspasado a Phoenix Suns junto con Tony Dumas y Loren Meyer a cambio de Michael Finley, A. C. Green y Sam Cassell.

#### Phoenix Suns
En su etapa en Phoenix consiguió meter a los Suns en Playoffs todos los años que jugaron en este equipo. En estos cinco años, Kidd pasó de promediar 11.6 puntos, 9 asistencias y 4.8 rebotes a promediar 16.9 puntos, 9.8 asistencias y 6.4 rebotes. En este tiempo consiguió dobles dígitos en puntos y asistencias consagrándose como uno de los mejores bases de la liga, y aunque aún no había conseguido pasar de semifinales de conferencia recibió grandes elogios por su labor, acudiendo en dos ocasiones al All-Star.
El 17 de noviembre de 2000, ante los Knicks, registró un récord negativo al perder 14 balones, siendo récord en la historia de la NBA junto con John Drew en 1978.

#### New Jersey Nets

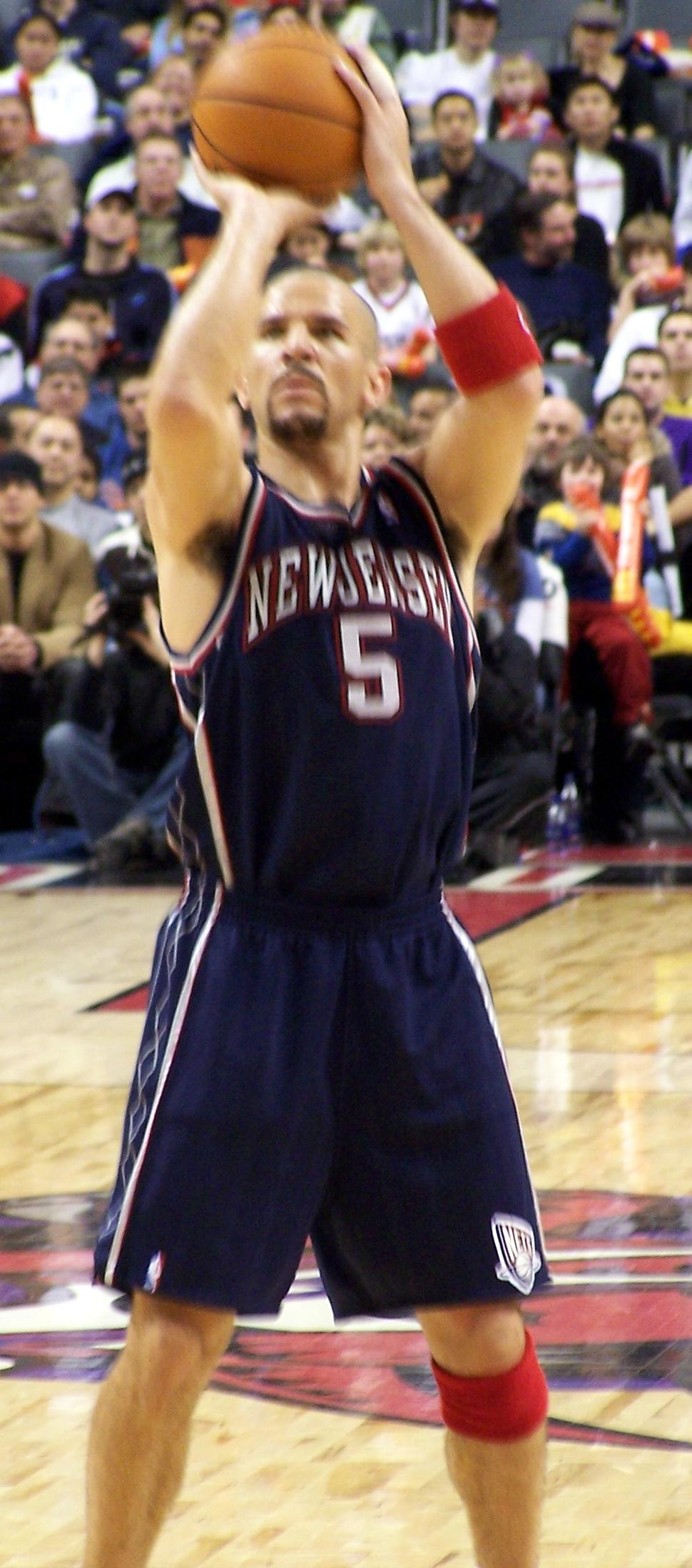
Jason Kidd con los Nets en 2006.

La franquicia de Meadowlands había sido hasta ese año 2001 una de las más históricas perdedoras del deporte profesional americano. La llegada de Jason Kidd (fue traspasado por Stephon Marbury) cambia por completo el panorama, junto al número 1 del draft de 2000 Kenyon Martin y al sistema de Byron Scott entrenador principal de los Nets. Durante las temporadas 2001-2002 y 2002-2003 los de Nueva Jersey dominan la Conferencia Este y alcanzan las finales de la NBA en ambas ocasiones pierden ante Los Angeles Lakers y San Antonio Spurs respectivamente.
En el año 2002 quedó segundo en las votaciones para MVP de la NBA, que se llevó finalmente Tim Duncan, y es que entre 2002 y 2003 sus promedios fueron espectaculares: 19.8 puntos, 8.6 asistencias, 7.9 rebotes y 1.8 robos.
En julio de 2004 se le interviene de una microrotura en la rodilla, lesión de la que muchos jugadores como Allan Houston, Penny Hardaway, Chris Webber o el propio Kenyon Martin nunca han conseguido recuperarse para volver a su nivel. Ese hecho unido al desmenbramiento del equipo que había aupado a los Nets al primer puesto de su conferencia dado el traspaso de Kerry Kittles, la no renovación de Martin y la polémica salida del entrenador por sus problemas con la plantilla, principalmente con Kidd no auguraban buenos tiempos.
A pesar de todo el 5 de los Nets volvió y gracias a la incorporación de Vince Carter mediada la competición volvieron a colarse en Playoffs y en el 2006 conquistaron nuevamente el título de la División Atlántico, en ambas postemporadas los Miami Heat se cruzaron en su camino. En 2007 Jason Kidd ha vuelto a su mejor nivel lo que le ha valido para ser incluido en el All-Star Game.

#### Dallas Mavericks

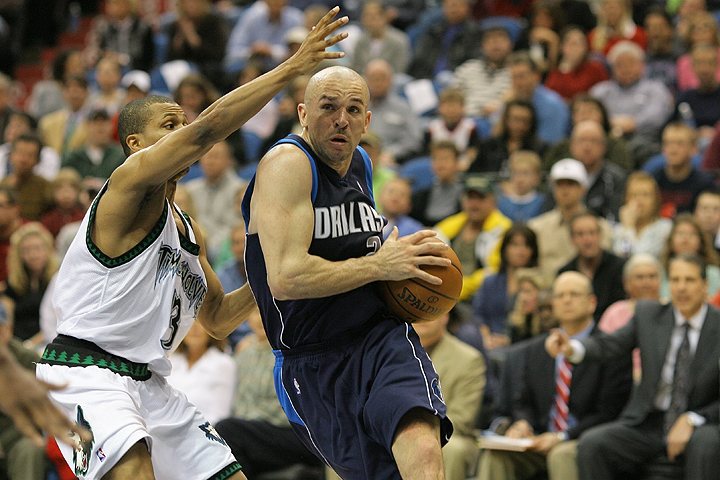
Jason Kidd frente a los Wolves.

El 19 de febrero de 2008 es traspasado a Dallas Mavericks junto a Malik Allen, Antoine Wright, 2 futuras elecciones en el draft y dinero en metálico por Devin Harris, DeSagana Diop, Maurice Ager, Keith Van Horn y Trenton Hassell.
Si bien el jugador durante esta etapa no consiguió volver a su nivel, si consiguió el mayor éxito que se puede tener como jugador de baloncesto: ganar un campeonato de la NBA. Fue en la temporada 2010/2011, en la que vencieron a Miami Heat, que llegaban con la etiqueta de favoritos, en una serie que terminó 4-2 a favor del equipo texano. El 12 de junio de 2011, en el campo rival de los Miami Heat', American Airlines Arena, se alza con su primer y único anillo de la NBA, aportando 9 puntos, 8 asistencias y 4 rebotes en 36 minutos de juego, en su tercera final, después de haber perdido las dos anteriores. Consigue así un anillo de campeón que durante toda su carrera se le había resistido.
De esta forma, y  los 38 años de edad se convirtió en el segundo campeón de la NBA más longevo (tras Kareem Abdul-Jabbar, campeón en 1988 con 41 años) y en el jugador más longevo al conseguir su primer anillo
Kidd es ya parte de la historia del baloncesto en Estados Unidos, siendo el cuarto jugador que más triples dobles ha conseguido en la NBA solo por detrás de Magic Johnson, Oscar Robertson y Russell Westbrook. 
Así mismo, consiguió situarse como el segundo jugador con más asistencias en la historia de la NBA, tras John Stockton, habiendo superado a Mark Jackson y Steve Nash.

#### New York Knicks
El 11 de julio de 2012, Kidd firmó un contrato de tres años con New York Knicks. A finales de la temporada 2012/13, a los 40 años de edad, decide anunciar su retirada como jugador profesional.

### Retirada
El 31 de marzo de 2018 es incluido en el Basketball Hall of Fame de la NBA.

### Como entrenador

#### Brooklyn Nets
El 13 de junio de 2013, se convierte en el nuevo entrenador de Brooklyn Nets por cuatro temporadas, sustituyendo al interino P. J. Carlesimo. Se convierte en el cuarto jugador que pasa a ser entrenador nada más terminar su carrera desde la fusión entre la ABA y la NBA, tras Mike Dunleavy Sr., Paul Silas y Rick Carlisle.

#### Milwaukee Bucks
El 30 de junio de 2014 se hace efectivo su traspaso a Milwaukee Bucks a cambio de dos futuras rondas del draft.

#### Los Angeles Lakers
El 31 de julio de 2019, es contratado por Los Angeles Lakers como técnico asistente. El 11 de octubre de 2020 se proclama campeón de la NBA como asistente tras vencer a Miami Heat en la final de la NBA.

## Estadísticas de su carrera en la NBA
|  | Líder de la liga                                 |
|  | Denota temporada en la que fue Campeón de la NBA |

### Temporada regular
| Año      | Equipo     | PJ   | PT   | MPP  | %TC  | %3P  | %TL  | RPP | APP  | ROB | TPP | PPP  |
| -------- | ---------- | ---- | ---- | ---- | ---- | ---- | ---- | --- | ---- | --- | --- | ---- |
| 1994-95  | Dallas     | 79   | 79   | 33.8 | .385 | .272 | .698 | 5.4 | 7.7  | 1.9 | .3  | 11.7 |
| 1995-96  | Dallas     | 81   | 81   | 37.5 | .381 | .336 | .692 | 6.8 | 9.7  | 2.2 | .3  | 16.6 |
| 1996-97  | Dallas     | 22   | 22   | 36.0 | .369 | .323 | .667 | 4.1 | 9.1  | 2.0 | .4  | 9.9  |
| 1996-97  | Phoenix    | 33   | 23   | 35.5 | .423 | .400 | .688 | 4.8 | 9.0  | 2.4 | .4  | 11.6 |
| 1997-98  | Phoenix    | 82   | 82   | 38.0 | .416 | .313 | .799 | 6.2 | 9.1  | 2.0 | .3  | 11.6 |
| 1998-99  | Phoenix    | 50   | 50   | 41.2 | .444 | .366 | .757 | 6.8 | 10.8 | 2.3 | .4  | 16.9 |
| 1999-00  | Phoenix    | 67   | 67   | 39.0 | .409 | .337 | .829 | 7.2 | 10.1 | 2.0 | .4  | 14.3 |
| 2000-01  | Phoenix    | 77   | 76   | 39.8 | .411 | .297 | .814 | 6.4 | 9.8  | 2.2 | .3  | 16.9 |
| 2001-02  | New Jersey | 82   | 82   | 37.3 | .391 | .321 | .814 | 7.3 | 9.9  | 2.1 | .2  | 14.7 |
| 2002-03  | New Jersey | 80   | 80   | 37.4 | .414 | .341 | .841 | 6.3 | 8.9  | 2.2 | .3  | 18.7 |
| 2003-04  | New Jersey | 67   | 66   | 36.6 | .384 | .321 | .827 | 6.4 | 9.2  | 1.8 | .2  | 15.5 |
| 2004-05  | New Jersey | 66   | 65   | 36.9 | .398 | .360 | .740 | 7.4 | 8.3  | 1.9 | .1  | 14.4 |
| 2005-06  | New Jersey | 80   | 80   | 37.2 | .404 | .352 | .795 | 7.3 | 8.4  | 1.9 | .4  | 13.3 |
| 2006-07  | New Jersey | 80   | 80   | 36.7 | .406 | .343 | .778 | 8.2 | 9.2  | 1.6 | .3  | 13.0 |
| 2007-08  | New Jersey | 51   | 51   | 37.2 | .366 | .356 | .820 | 8.1 | 10.4 | 1.5 | .3  | 11.3 |
| 2007-08  | Dallas     | 29   | 29   | 34.9 | .426 | .461 | .815 | 6.5 | 9.5  | 2.1 | .4  | 9.9  |
| 2008-09  | Dallas     | 81   | 81   | 35.6 | .416 | .406 | .819 | 6.2 | 8.7  | 2.0 | .5  | 9.0  |
| 2009-10  | Dallas     | 80   | 80   | 36.0 | .423 | .425 | .808 | 5.6 | 9.1  | 1.8 | .4  | 10.3 |
| 2010-11  | Dallas     | 80   | 80   | 33.2 | .361 | .340 | .870 | 4.4 | 8.2  | 1.7 | .4  | 7.9  |
| 2011-12  | Dallas     | 48   | 48   | 28.7 | .363 | .354 | .786 | 4.1 | 5.5  | 1.7 | .2  | 6.2  |
| 2012-13  | New York   | 76   | 48   | 26.9 | .372 | .351 | .833 | 4.3 | 3.3  | 1.6 | .3  | 6.0  |
| Total    | Total      | 1391 | 1350 | 36.0 | .400 | .349 | .785 | 6.3 | 8.7  | 1.9 | .3  | 12.6 |
| All-Star | All-Star   | 9    | 5    | 23.2 | .525 | .478 | .833 | 3.4 | 7.7  | 2.7 | .0  | 6.23 |

### Playoffs
| Año   | Equipo     | PJ  | PT  | MPP  | %TC  | %3P  | %TL   | RPP  | APP  | ROB | TPP | PPP  |
| ----- | ---------- | --- | --- | ---- | ---- | ---- | ----- | ---- | ---- | --- | --- | ---- |
| 1997  | Phoenix    | 5   | 5   | 41.4 | .396 | .364 | .526  | 6.0  | 9.8  | 2.2 | .4  | 12.0 |
| 1998  | Phoenix    | 4   | 4   | 42.8 | .379 | .000 | .813  | 5.8  | 7.8  | 4.0 | .5  | 14.3 |
| 1999  | Phoenix    | 3   | 3   | 42.0 | .419 | .250 | .714  | 2.3  | 10.3 | 1.7 | .3  | 15.0 |
| 2000  | Phoenix    | 6   | 6   | 38.2 | .400 | .364 | .778  | 6.7  | 8.8  | 1.8 | .2  | 9.8  |
| 2001  | Phoenix    | 4   | 4   | 41.5 | .319 | .235 | .750  | 6.0  | 13.3 | 2.0 | .0  | 14.3 |
| 2002  | New Jersey | 20  | 20  | 40.2 | .415 | .189 | .808  | 8.2  | 9.1  | 1.7 | .4  | 19.6 |
| 2003  | New Jersey | 20  | 20  | 42.6 | .402 | .327 | .825  | 7.7  | 8.2  | 1.8 | .2  | 20.1 |
| 2004  | New Jersey | 11  | 11  | 43.1 | .333 | .208 | .811  | 6.6  | 9.0  | 2.3 | .6  | 12.6 |
| 2005  | New Jersey | 4   | 4   | 45.5 | .388 | .367 | .545  | 9.0  | 7.3  | 2.5 | .0  | 17.3 |
| 2006  | New Jersey | 11  | 11  | 40.9 | .371 | .300 | .826  | 7.6  | 9.6  | 1.5 | .2  | 12.0 |
| 2007  | New Jersey | 12  | 12  | 40.3 | .432 | .420 | .520  | 10.9 | 10.9 | 1.8 | .4  | 14.6 |
| 2008  | Dallas     | 5   | 5   | 36.0 | .421 | .462 | .625  | 6.4  | 6.8  | 1.4 | .4  | 8.6  |
| 2009  | Dallas     | 10  | 10  | 38.6 | .458 | .447 | .850  | 5.8  | 5.9  | 2.2 | .3  | 11.4 |
| 2010  | Dallas     | 6   | 6   | 40.5 | .304 | .321 | .917  | 6.8  | 7.0  | 2.3 | .2  | 8.0  |
| 2011  | Dallas     | 21  | 21  | 35.4 | .398 | .374 | .800  | 4.5  | 7.3  | 1.9 | .5  | 9.3  |
| 2012  | Dallas     | 4   | 4   | 36.0 | .341 | .346 | .900  | 6.0  | 6.0  | 3.0 | .2  | 11.5 |
| 2013  | New York   | 12  | 0   | 20.6 | .120 | .176 | 1.000 | 3.5  | 2.0  | 1.0 | .3  | .9   |
| Total | Total      | 158 | 146 | 38.5 | .391 | .322 | .781  | 6.7  | 8.0  | 1.9 | .3  | 12.9 |

## Estadísticas como entrenador
| Equipo    | Año     | P   | V   | D   | V–D% | Finalizado       | PP | VP | DP | PV–D% | Resultado                            |
| --------- | ------- | --- | --- | --- | ---- | ---------------- | -- | -- | -- | ----- | ------------------------------------ |
| Brooklyn  | 2013-14 | 82  | 44  | 38  | .537 | 2.º en Atlantic  | 12 | 5  | 7  | .417  | Pierde en Semifinales de Conferencia |
| Milwaukee | 2014-15 | 82  | 41  | 41  | .500 | 3.º en Central   | 6  | 2  | 4  | .333  | Pierde en Primera ronda              |
| Milwaukee | 2015-16 | 82  | 33  | 49  | .402 | 5.º en Central   | —  | —  | —  | —     | No playoffs                          |
| Milwaukee | 2016-17 | 82  | 42  | 40  | .512 | 2.º en Central   | 6  | 2  | 4  | .333  | Pierde en Primera ronda              |
| Milwaukee | 2017-18 | 45  | 23  | 22  | .511 | (despedido)      | —  | —  | —  | —     | —                                    |
| Dallas    | 2021-22 | 82  | 52  | 30  | .634 | 2.º en Southwest | 18 | 9  | 9  | .500  | Pierde en Finales de Conferencia     |
| Dallas    | 2022-23 | 82  | 38  | 44  | .463 | 3.º en Southwest | —  | —  | —  | —     | No playoffs                          |
| Dallas    | 2023-24 | 82  | 50  | 32  | .610 | 1.º en Southwest | 22 | 13 | 9  | .591  | Pierde en Finales NBA                |
| Dallas    | 2024-25 | 82  | 39  | 43  | .476 | 3.º en Southwest | —  | —  | —  | —     | No playoffs                          |
| Total     | Total   | 701 | 362 | 339 | .516 |                  | 64 | 31 | 33 | .484  |                                      |

## Vida personal
Es el séptimo hijo de Steve y Anne Kidd, él afrodescendiente, ella descendiente de irlandeses. Creció en un barrio de clase media alta en Oakland. En los playgrounds de esa ciudad, coincidió en numerosas ocasiones con otro base ya mítico de la liga, Gary Payton.

## Galardones y logros

### Títulos internacionales de selección
- Medalla de Oro en el Campeonato FIBA Américas de San Juan 1999
- Medalla de Oro en los Juegos Olímpicos de Sídney 2000
- Medalla de Oro en el Campeonato FIBA Américas de San Juan 2003
- Medalla de Oro en el Campeonato FIBA Américas de Las Vegas 2007
- Medalla de Oro en los Juegos Olímpicos de Pekín 2008

### Títulos y récords de franquicia
- Finalista de la NBA, en las Finales de la NBA en 2002, que cayeron ante Los Angeles Lakers.
- Finalista de la NBA, en las Finales de la NBA en 2003, que cayeron ante San Antonio Spurs.
- Campeón de la Conferencia Este en la temporada 2001-2002.
- Campeón de la Conferencia Este en la temporada 2002-2003.
- Campeón de la Conferencia Oeste en la temporada 2010-2011.
- Campeón de la NBA en la temporada 2010-2011.

Jason Kidd ostenta varios récords en la franquicia de New Jersey Nets:
- Triples encestados e intentados
Triples encestados en una carrera: 813
Triples intentados en una carrera: 2,377

- Asistencias
Asistencias en una carrera: 4,620
Asistencias en una temporada: 808 (2001-02)
Media de asistencias en una carrera: 9.1

- Robos
Robos en una carrera: 950

- Triples-Dobles
Triples-Dobles en una temporada: 8

Jason Kidd ostenta un récord en la franquicia de Phoenix Suns:
- Asistencias
Media de asistencias en una carrera: 9.7

Jason Kidd ostenta varios récords en la franquicia de Dallas Mavericks:
- Asistencias
Asistencias en una temporada: 783 (1995-96)
Media de asistencias en una carrera: 8.4
Media de asistencias en una temporada: 9.7 (1995-96)

- Robos
Media de robos en una carrera: 1.9

### Galardones y logros personales
- Elegido en 1.ª Ronda, puesto n.º 2, del draft de la NBA de 1994, por Dallas Mavericks.
- Elegido Rookie del Año de la NBA de 1995, junto con Grant Hill.
- Elegido en el mejor quinteto de rookies de la NBA de 1995.
- Elegido para jugar el All-Star Game de la NBA en el partido de rookies de 1995.
- 10 veces elegido para jugar el All-Star Game de la NBA de 1996, 1998, 2000, 2001, 2002, 2003, 2004, 2007, 2008, 2010.
  - Elegido para participar en el Skills Challenge "Concurso de Habilidades" del All-Star Weekend de la NBA de 2003 y 2008.
  - Se proclamó campeón en el Skills Challenge "Concurso de Habilidades" del All-Star Weekend de la NBA de 2003.
- 5 veces elegido en el mejor quinteto de la NBA en 1999, 2000, 2001, 2002 y 2004.
- Elegido en el segundo mejor quinteto de la NBA en 2003.
- 4 veces elegido en el mejor quinteto defensivo de la NBA en 1999, 2001, 2002 y 2006.
- 4 veces elegido en el segundo mejor quinteto defensivo de la NBA en 2000, 2003, 2005 y 2007.
- 2 veces elegido jugador más deportivo de la NBA en 2012 y 2013.
- Elegido 17 veces jugador de la semana desde que llegó a la NBA.
- Elegido 3 veces jugador del mes desde que llegó a la NBA.
- Líder de la temporada NBA 1998-99 en asistencias por partidos: 10.8
- Líder de la temporada NBA 1999-00 en asistencias por partidos: 10.1
- Líder de la temporada NBA 2000-01 en asistencias por partidos: 9.8
- Líder de la temporada NBA 2002-03 en asistencias por partidos: 8.9
- Líder de la temporada NBA 2003-04 en asistencias por partidos: 9.2
- Líder de la temporada NBA 1998-99 en asistencias: 539
- Líder de la temporada NBA 2000-01 en asistencias: 753
- Líder de la temporada NBA 2002-03 en asistencias: 711
- Líder de la temporada NBA 2001-02 en robos: 175
- Dobles-dobles con puntos y rebotes en su carrera: 167
- Dobles-dobles con puntos y asistencias en su carrera: 402 (3º en la historia de la NBA)
- Triples-dobles en su carrera: 107 (4º en la historia de la NBA)
- Asistencias en su carrera: 12,091 (2º en la historia de la NBA)
- Robos en su carrera: 2,684 (2º en la historia de la NBA)
- Triples encestados en su carrera: 1,988 (3º en la historia de la NBA)
- Triples intentados en su carrera: 5,701 (3º en la historia de la NBA)
- Minutos jugados en su carrera: 50,111 (3º en la historia de la NBA)
- Partidos jugados en su carrera: 1,391 (5º en la historia de la NBA)
- Uno de los 4 únicos jugadores que han liderado la clasificación de asistencias durante 3 temporadas consecutivas:1999-01 (John Stockton, 1988-96; Oscar Robertson, 1964-66; Bob Cousy, 1953-60).
- Récord de partidos ganados con la selección estadounidense: 56-0
- Sexto jugador de la historia en alcanzar las 5000 asistencias en menos partidos: 531
- Primer jugador NBA en conseguir 3 triples-dobles seguidos, desde el año 1997.
- Único jugador de la historia de la NBA en alcanzar los 15,000 puntos, los 8,000 rebotes y las 10,000 asistencias en su carrera.[cita requerida]
- Elegido en el Equipo del 75 aniversario de la NBA en 2021.